# Protracheoniscus ubliensis
Protracheoniscus ubliensis is een pissebed uit de familie Trachelipodidae. De wetenschappelijke naam van de soort is voor het eerst geldig gepubliceerd in 1928 door Karl Wilhelm Verhoeff.